# Marijan Marković

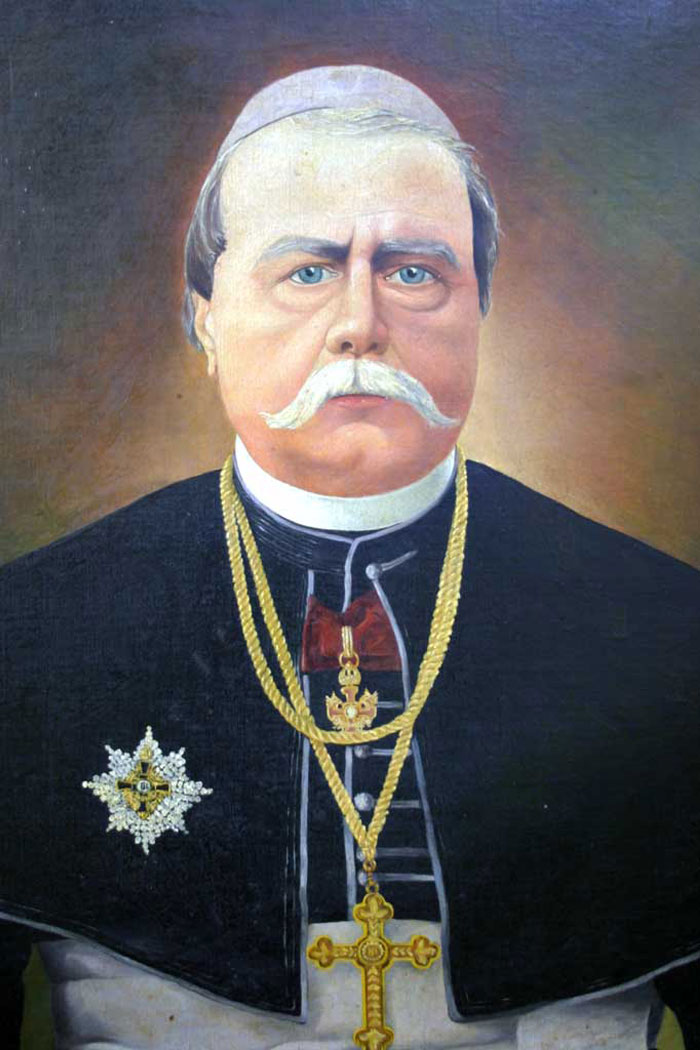
Marijan Markovic

Marijan Marković OFM (* 21. Oktober 1840 in Dolac bei Travnik, Königreich Jugoslawien, heute Bosnien-Herzegowina; † 20. Juni 1912 in Banja Luka) war ein römisch-katholischer Ordensgeistlicher und Apostolischer Administrator des Bistums Banja Luka. 

## Leben
Marijan Marković trat 1856 in den Franziskanerorden ein, studierte Philosophie und Theologie in Djakovo und wurde am 25. April 1863 zum Diakon und einen Tag später zum Ordenspriester geweiht. Er war Seelsorger, Philosophie- und Theologie-Lehrer und Definitor (Provinzrat) in der bosnischen Franziskanerprovinz Bosna Argentina.
Am 5. Juli 1881 errichtete Papst Leo XIII. durch seine Bulle „Ex hac augusta“ in Sarajevo (dem alten Vrhbosna) das Erzbistum Sarajevo, mit einem Metropoliten an der Spitze. Ihm wurde das neu gebildete Bistum Banja Luka als Suffraganbistum unterstellt. Für dieses Bistum wurde aber kein Bischof ernannt, sondern ein Apostolischer Administrator bestellt. Mit dieser Administration wurde Marijan Marković am 27. März 1884 beauftragt. Gleichzeitig wurde er zum Titularbischof von Danaba ernannt. Die Bischofsweihe empfing er am 4. Mai 1884 in Wien durch Serafino Vannutelli, Apostolischer Nuntius in Wien.
Er baute ein Bischofspalais und ließ nach den Entwürfen des Militär-Architekten Böhm den Dom errichten. Die Kathedrale, dem heiligen Bonaventura gewidmet, wurde im Sommer 1887 feierlich eingeweiht. Er eröffnete Schulen und Waisenhäuser, gründete religiöse und kulturelle Vereinigungen. Er förderte Ordensniederlassungen zur Ausbildung der Kinder und Jugendlichen. Er begünstigte die Errichtung griechisch-katholischer Pfarreien in seinem Bistum. Als Bischof hatte er qua Verfassung 1910 bis 1912 eine Virilstimme im Landtag von Bosnien und Herzegowina.
Er starb am 20. Juni 1912 im Alter von 72 Jahren und wurde in der Kathedrale von Banja Luka beigesetzt.